# Alila (film)
Pour plus de détails, voir Fiche technique et Distribution.
Alila (en hébreu עלילה), est un film franco-israélien réalisé par Amos Gitai en 2003.

## Synopsis
La vie de douze personnes vivant dans le même immeuble de Tel-Aviv.

## Fiche technique
- Titre : Alila
- Réalisation : Amos Gitai
- Scénario : Amos Gitai et Marie-Jose Sanselme
- D'après le roman de Yehoshua Kenaz
- Production: Alain Mamou-Mani
  - Producteurs exécutifs : Amos Gitai et Michel Propper
- Photographie : Renato Berta
- Montage : Monica Coleman et Kobi Netanel
- Distribution : Ilan Moscovitch
- Décors : Miguel Markin
- Costumes : Laura Dinolesko
- Sociétés de Production : Agav Films, Agav Hafakot et MP Productions
- Durée : Canada : 122 min (Toronto International Film Festival) | USA : 123 min  | Argentine : 123 min  | Canada : 116 min (Ontario)
- Pays :  Israël,  France
- Langue : hébreu | anglais
- Format : couleur
- Genre : comédie dramatique
- Date de sortie : 
  -  France : 1er octobre 2003

## Distribution
- Yaël Abecassis : Gabi
- Hana Laszlo : Mali
- Uri Klauzner : Ezra (comme Uri Ran Klauzner)
- Ronit Elkabetz : Ronit
- Amos Lavi : Hezi (comme Amos Lavie)
- Lupo Berkowitch : Aviram
- Liron Levo : Ilan
- Yosef Carmon : Schwartz
- Amit Mestechkin : Eyal
- Lyn Hsiao Zamir : Linda
- Tomer Russo : officier
- Carmel Betto : Carmel
- Dalit Kahan : Sharon
- Kobi Zahavi : Kiosk owner
- Eyal Elhadad : Locksmith
- Meital Tzadiki : Police figure
- Ilan Appel : Police figure